# Nicolás Gaitán
Osvaldo Nicolás Fabián Gaitán, mais conhecido como Nico Gaitán (San Martín, 23 de fevereiro de 1988) é um futebolista argentino que atua como centro campista. Atualmente está sem clube.
Nascido em San Martín, Buenos Aires, Gaitán surgiu no Boca Juniors de onde atuava desde os 13 anos, isto apesar das dúvidas sobre seu futuro devido à sua baixa estatura. Fez a sua estreia oficial com o clube a 1 de junho de 2008, num jogo que os xeneizes venceram por 3-1 contra o Arsenal de Sarandí. Gaitán marcou os seus dois primeiros golos dois meses depois, contra o Huracán.
Chegou ao Benfica em 2010 impondo-se como titular indiscutível na equipa. A 16 de junho de 2016 foi transferido para o Atlético de Madrid por vinte e cinco milhões de euros.
Em fevereiro de 2018, Nicolás Gaitán foi contratado pelo Dalian Yifang por € 18 milhões (R$ 72 milhões).
Em março de 2019, Gaitán assinou contrato com o Chicago Fire, abandonando o Dalian Yifang a custo zero.
Em Agosto de 2020, regressou a Portugal mas agora para representar o clube arsenalista Sporting Clube de Braga.
Em agosto de 2021, Gaitán voltou para a América do Sul, no gigante sulamericano Peñarol, por lá ele não teve muitas oportunidades, mais ele foi decisivo pela conquista do Campeonato Uruguaio de Futebol de 2021, cobrando o pênalti decisivo. Porém ele rescindiu o seu contrato amigavelmente com o clube.

## Seleção Nacional
Estreou pela Seleção Argentina principal em 1 de de outubro de 2009 num jogo amigável contra o Gana. Foi convocado para a Copa América Centenário de 2016.

## Títulos
Boca Juniors
- Campeonato Argentino: 2008 (Apertura)

Benfica
- Campeonato Português: 2013–14, 2014–15, 2015–16
- Taça de Portugal: 2013–14
- Taça da Liga: 2010–11, 2011–12, 2013–14, 2014–15, 2015–16
- Supertaça Cândido de Oliveira: 2014

Peñarol
• Campeonato Uruguaio de Futebol de 2021

## Copa Audi:2017

#### S.C. Braga
Taça de Portugal 2020 - 2021